# Benito Juárez, Quintana Roo
Benito Juárez là một đô thị thuộc bang Quintana Roo, México. Năm 2005, dân số của đô thị này là 572973 người.